# Ditteshof

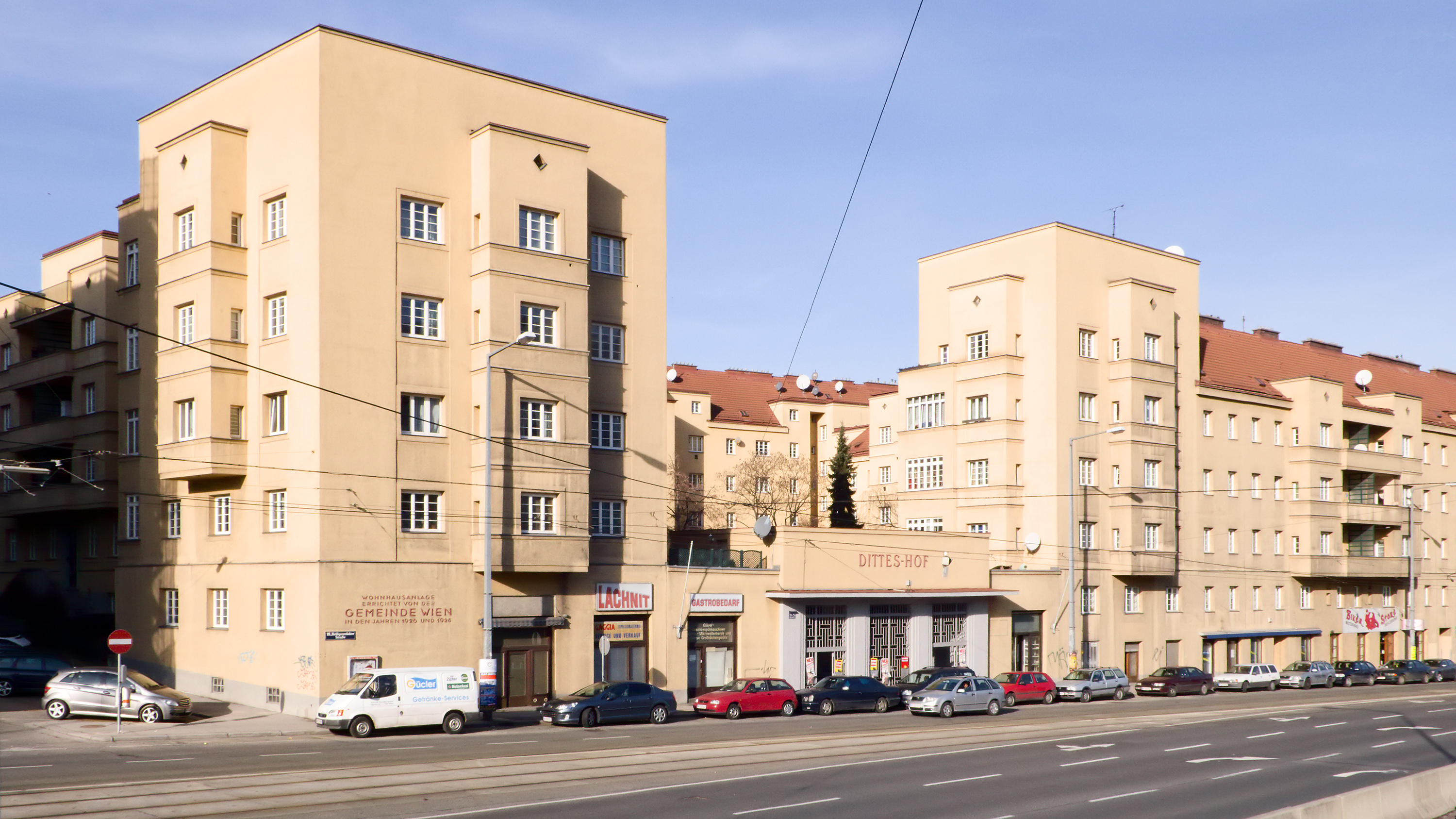
Der Ditteshof an der Heiligenstädter Straße

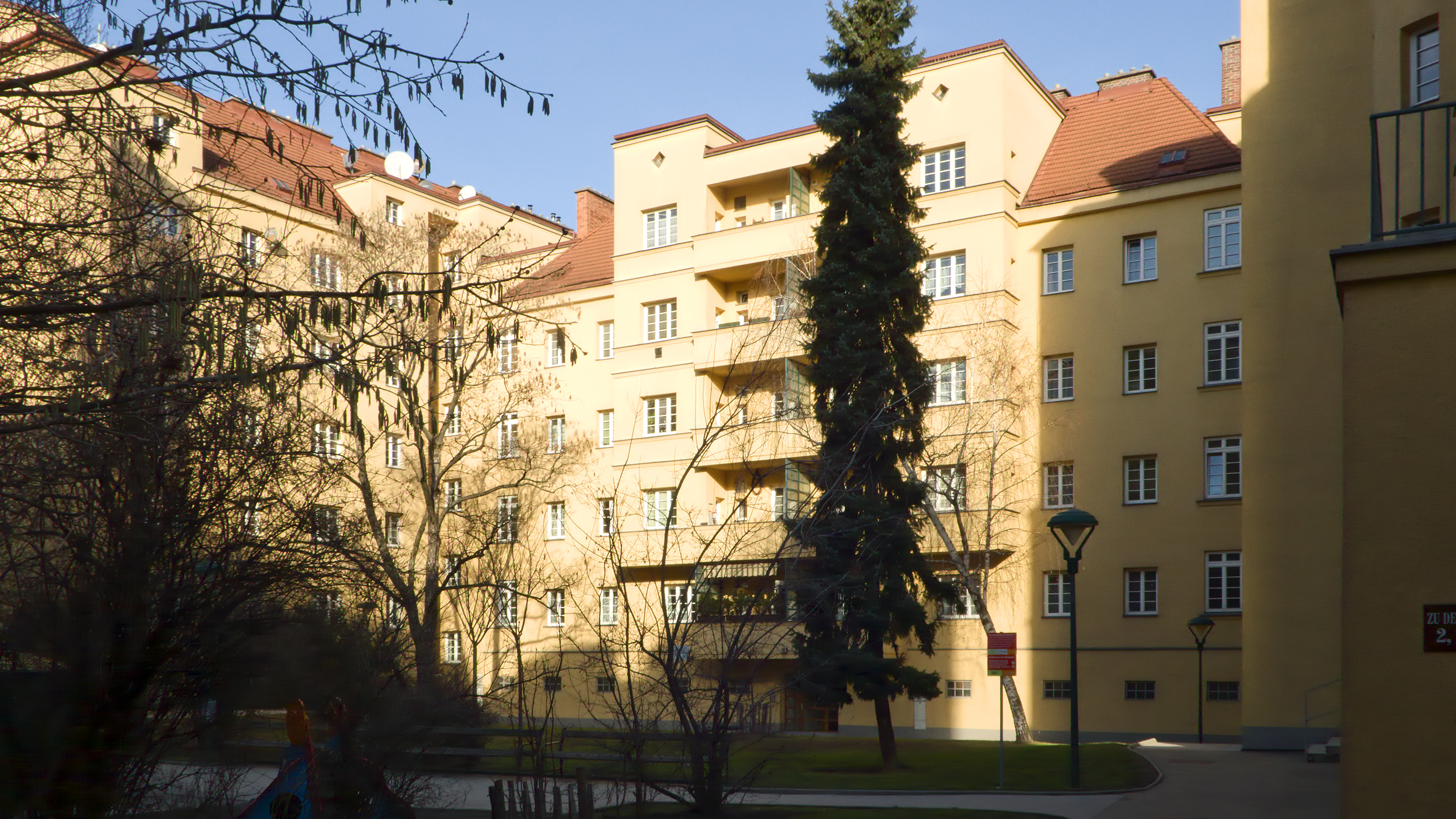
Südlicher Innenhof (Stiegen 1 bis 9)

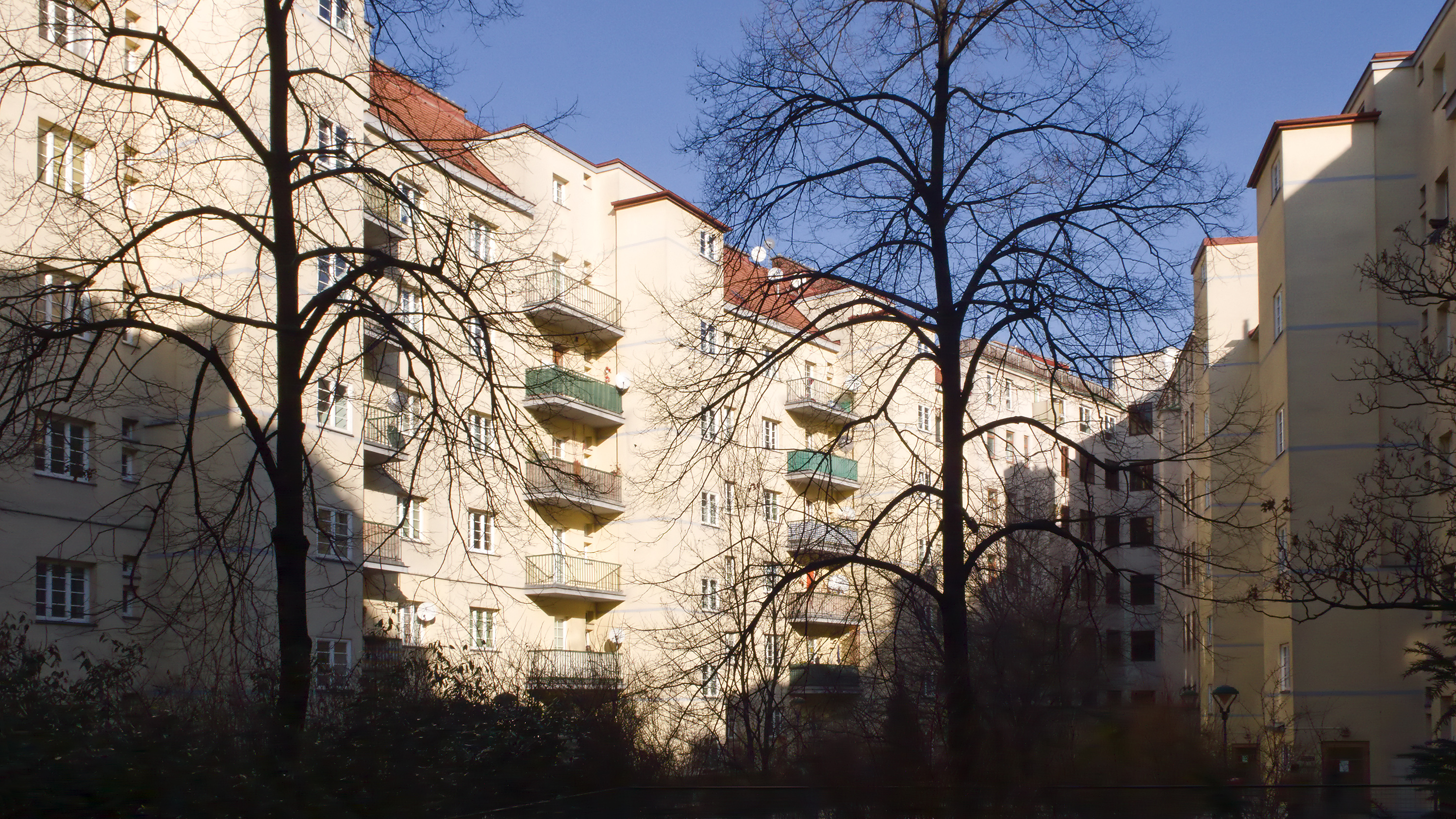
Nördlicher Innenhof (Stiegen 10 bis 16)

Der Ditteshof ist ein Gemeindebau im 19. Wiener Gemeindebezirk Döbling. Er wurde 1928 am Döblinger Gürtel errichtet.

## Lage
Der Ditteshof liegt im Südosten von Döbling (Katastralgemeinde Oberdöbling) zwischen dem Döblinger Gürtel, der Heiligenstädter Straße und der Devrientgasse. Die offizielle Adresse der Wohnanlage lautet Heiligenstädter Straße 11–25.

## Geschichte
Der Ditteshof wurde in den Jahren 1928/29 nach den Plänen des Architekten Arnold Karplus errichtet und nach dem deutschen Schulreformer Friedrich Dittes benannt. In der Wohnhausanlage mit 279 Wohnungen wurden unter anderem Geschäfte, ein Hort, eine Badeanstalt sowie ein Parteilokal und ein Festsaal untergebracht. Die große Wohnhausanlage gruppiert sich um einen abwechslungsreich gestalteten Innenhof. Wuchtige Turmbauten wechseln sich mit kubischen Baukörpern ab. Die vorhandenen Balkon- und Erkergruppen wurden der Anlage als selbständige Einheiten vorgesetzt. Der niedrige Tortrakt schließt den Ditteshof zur Heiligenstädter Straße ab. Im Innenhof des Bauwerks wurde ein 1932 von Georg Ehrlich gestaltetes Relief angebracht, das zwei sich umarmende Kinder zeigt und die Inschrift Wiener Arbeiter nehmen Kinder aus den Elendsgebieten Österreichs zu sich trägt. Dieses Relief erinnert an eine Solidaritätsaktion der Hausbewohner, die 1931/32 die Kinder obdachloser Familien aus Steyr, Niederösterreich und der Steiermark in ihren Wohnungen unterbrachten. Ein Friedrich Dittes darstellendes Reliefporträt befindet sich in der Einfahrt und wurde 1932 von Anton Endstorfer gestaltet.

## Bilder

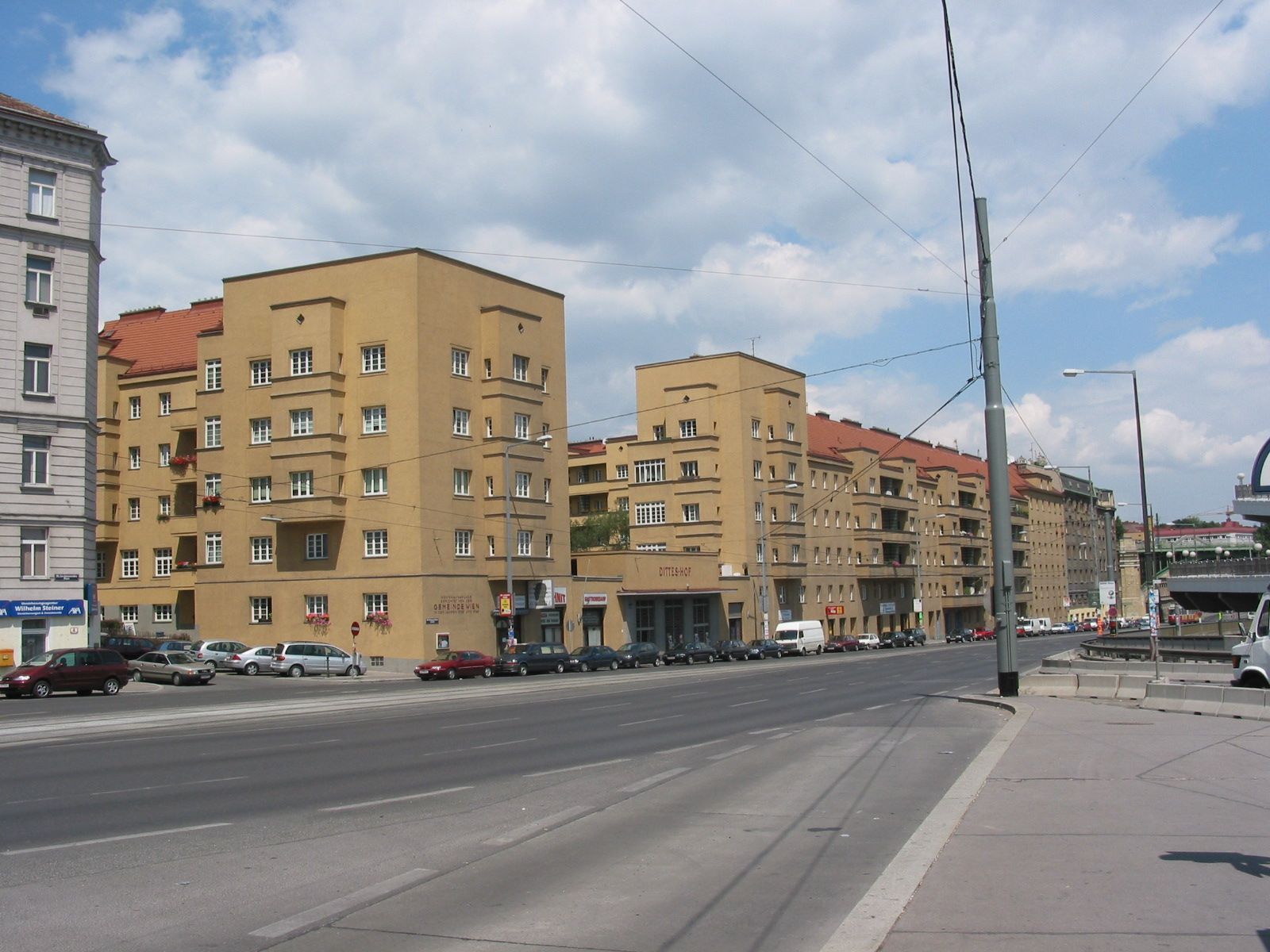
Gesamtansicht
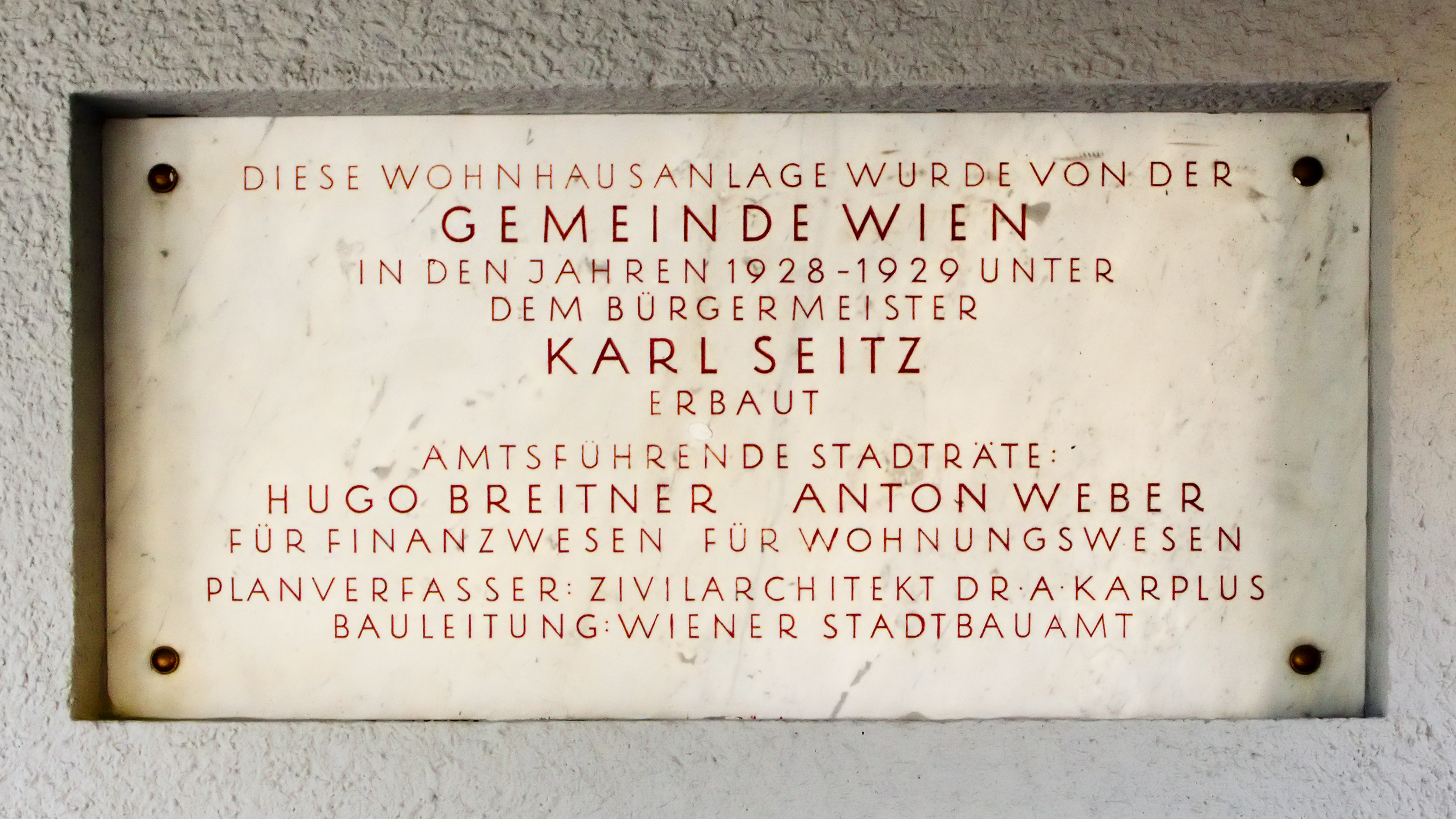
Tafel im Eingangsbereich
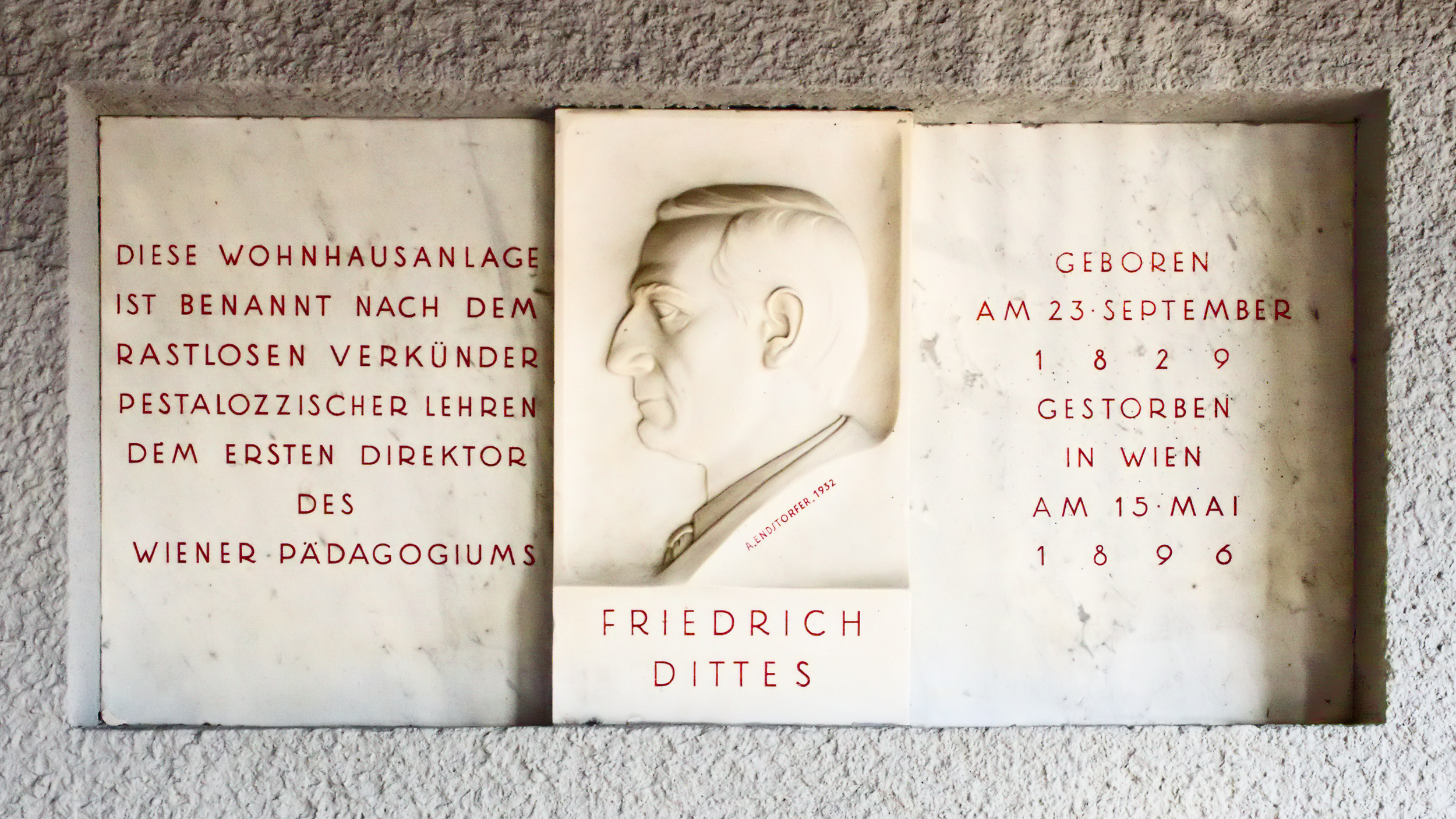
Gedenktafel für Friedrich Dittes
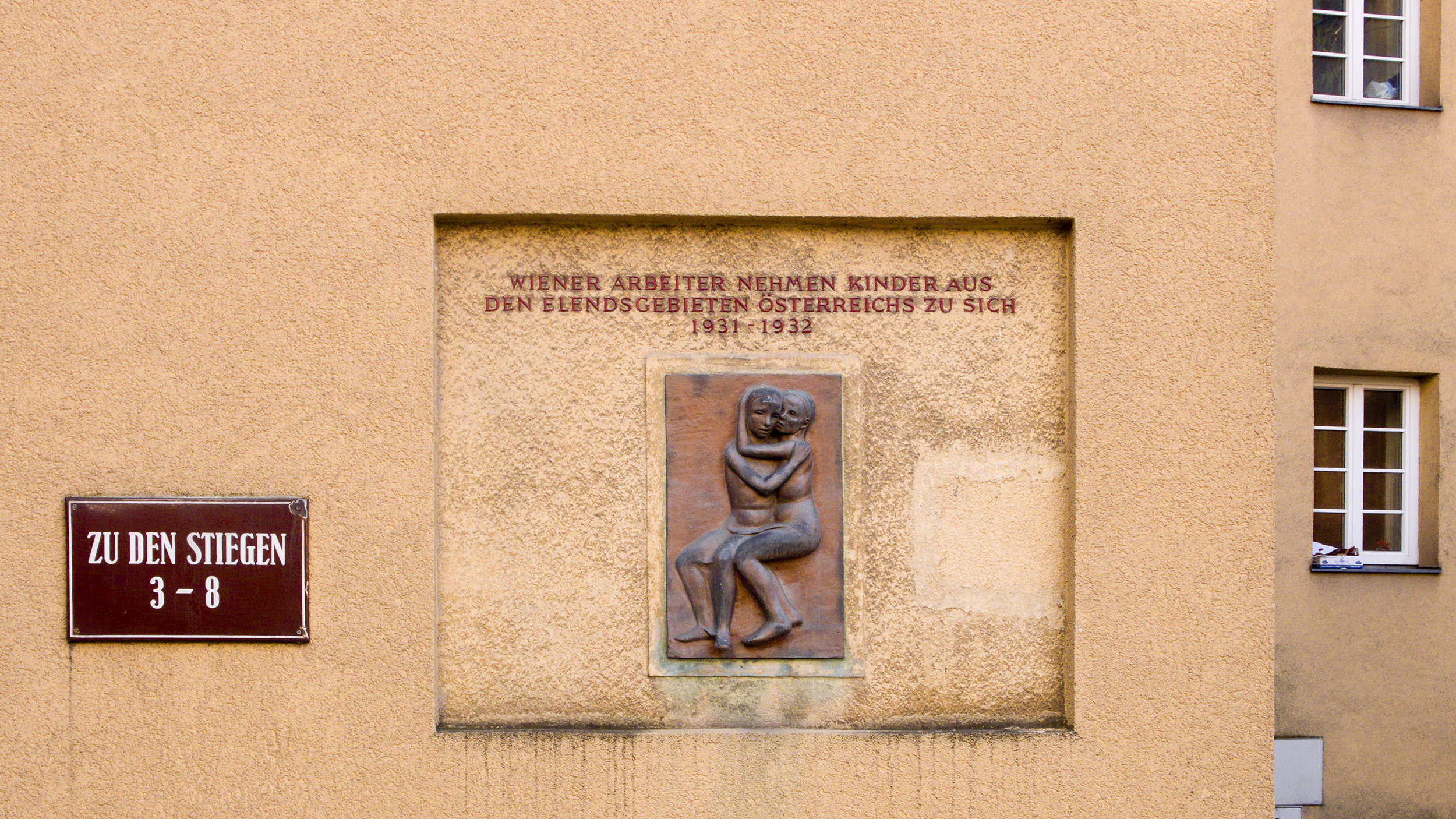
Inschrift im Innenhof